# أفيلانوسا دي ماونيو
بلدية أفيلانوسا دي ماونيو (بالإسبانية: Avellanosa de Muñó)‏، هي إحدى بلديات مقاطعة برغش، التي تقع في منطقة قشتالة وليون، والتي تقع في شمال غرب إسبانيا.
يبلغ عدد سكانها 152 نسمة وفقاً لإحصائية سنة (2002).